# Benjamin Foulon
Benjamin Foulon (ou Foullon) né vers 1551 et mort à Paris en 1612 est un portraitiste et miniaturiste français de l'école de François Clouet.

## Biographie
Les parents de Foullon sont Catherine Clouet, la sœur de François Clouet, et Abel Foullon, valet de chambre du roi Henri II, et mathématicien, traducteur et poète,. Il est probablement formé par son oncle François Clouet qui est le fils de Jean Clouet. Jean et François étaient tous deux peintres à la cour des rois de France.
Foulon est mentionné pour la première fois en 1576-1578, parmi les « pensionnaires du roy en son Espargne », en compagnie d'autres peintres, dont Éloy Le Mannier, Étienne Dumonstier. Foulon passe ensuite au service de Catherine de Médicis et y demeure jusqu'à la mort de celle-ci en 1589. Il est ensuite  au service d'Henri IV en tant que peintre et valet de chambre.

## Portraits

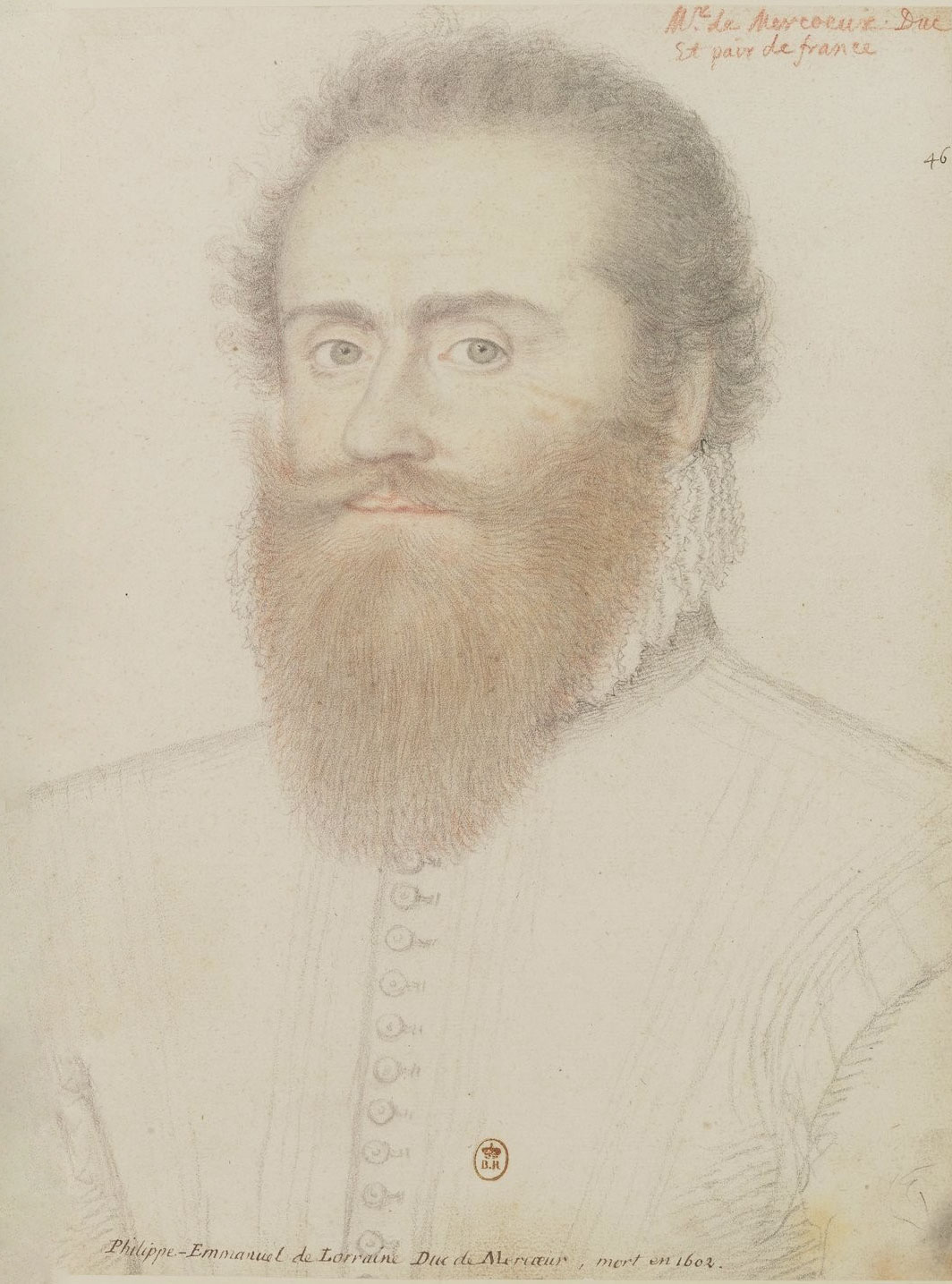
Philippe-Emmanuel de Lorraine, duc de Mercoeur.

Benjamin Foulon était propriétaire d'un album de portraits crayonnés. Les dessins ont une grande souplesse et acuité et sont ravaillés sur le vif. Ils mettent le spectateur en contact direct avec des personnalités. L'album finit par tomber entre les mains d'un certain Lecurieux, lequel, en 182S, le vendit à la Bibliothèque nationale de France. Une bonne partie de ces dessins est attribuée à François Clouet.
Le catalogue d'une exposition à la bibliothèque nationale, de portraits peints et dessinés du XIIIe au XVIIe siècle contient une liste d'oeuvres qui peuvent être attribuées à Benjamin Foulon :
- Anne de Beauvillier, dame Forget Du Fresne
- Claude de Beauvillier de Saint-Aignan
- François de la Trémouille, marquis de Noirmoustier
- La marquise de Kerveno ou Querveno
- Philippe-Emmanuel de Lorraine, duc de Mercoeur
- Françoise de Lorraine-Mercoeur, princesse de Martigues
- Maximilien de Béthune, 1er du nom, duc de Sully
- Rachel de Cochefilet, duchesse de Sully

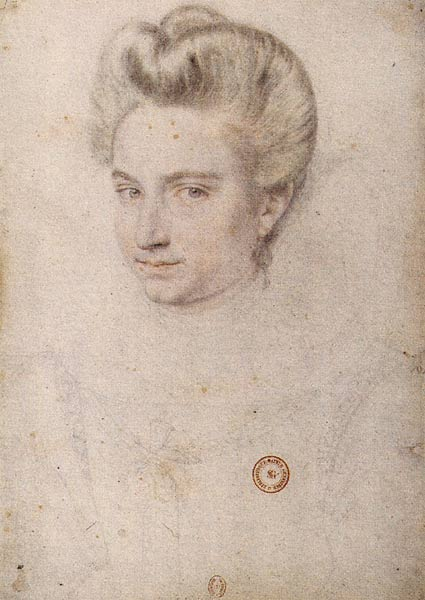
Gabrielle d'Estrées.

- Hercule de Rohan, duc de Montbazon, 1568-1654
- Jacqueline de Bueil, comtesse de Moret, puis marquise de Vardes
- François de Daillon, comte du Lude
- César de Balzac, seigneur d'Entragues
- Jean de la Burte ou de Barta, sieur d'Aujac
- Hélène de Tournon, comtesse de Montrevel
- Louis Dubois, sieur des Arpentis
- François de Coligny, seigneur d'Andelot
- Frédéric de Gonzague
- Jean de Léaumont, sieur de Puygaillard
- Denise de Fleury
- Françoise d'Orléans, princesse de Condé
- Jeanne d'Albret
- Gui du Faur, sieur de Pybrac
- Claude-Catherine de Clermont, duchesse de Retz
- Madeleine de Villeroy
- Madeleine Leclerc du Tremblay, Madame Zamet
- Françoise de Laval, princesse de Guéménée
- Louis de Béranger Du Guast
- Anne Chastaignier de la Roche Posay, Mme de Schomberg
- Françoise Babou de la Bourdaisière, dame d'Estrées
- Léonore Breton, dame Du Goguier.
- Pierre IV d'Espinac